# Distico
Il distico è una strofa formata da una coppia di versi, solitamente legati da una rima.
La parola deriva dal greco δίστιχον, dístichon, letteralmente "due volte" (δίς) e «schiera, fila» (στίχον).
Nella metrica classica la forma più comune è quella del distico elegiaco, come l'epitaffio che è un distico elegiaco, composta da un esametro dattilico seguito da un pentametro dattilico.
Una forma particolare di distico classico è il distico ecoico, in cui l'emistichio finale del pentametro è uguale a quello iniziale dell'esametro.
Nella versificazione italiana, il termine distico non indica necessariamente una struttura strofica. Esso è normalmente composto da due versi di eguale misura, in genere a rima baciata.